# Barbara Boxer
Barbara Boxer, född 11 november 1940 i Brooklyn i New York, är en amerikansk demokratisk politiker. Hon var ledamot av USA:s representanthus 1983–1993 och ledamot av USA:s senat 1993–2017.
Boxer och Dianne Feinstein var det första kvinnliga paret av amerikanska senatorer som representerade någon delstat samtidigt.